# Октябрська сільська рада (Зональний район)
Октя́брська сільська рада (рос. Октябрьский сельский совет) — сільське поселення у складі Зонального району Алтайського краю Росії.
Адміністративний центр та єдиний населений пункт — селище Октябрський.

## Населення
Населення — 1119 осіб (2019; 1149 в 2010, 1102 у 2002).